# Antonius Ariantho
S. Antonius Budi Ariantho (Pekalongan, 3 de outubro de 1973) é um ex-jogador de badminton indonésio, medalhista olímpico, especialista em duplas.

## Carreira
Antonius Ariantho representou seu país nos Jogos Olímpicos de Verão de 1996, conquistando a medalha de bronze, nas duplas em 1996, com a parceria de Denny Kantono.